# 8e cérémonie des Chlotrudis Awards
La 8e cérémonie des Chlotrudis Awards, décernés par la Chlotrudis Society for Independent Film, a eu lieu le 6 avril 2002, et a récompensé les meilleurs films indépendants de l'année précédente.

## Palmarès

### Meilleur film
(ex æquo)
- In the Mood for Love (花樣年華)
- Mulholland Drive
- Le Fabuleux Destin d'Amélie Poulain (Prix du public)
  - Le Fabuleux Destin d'Amélie Poulain (Prix Chlotrudis)
  - Amours chiennes (Amores perros)
  - Le Cercle (دایره)
  - In the Bedroom
  - Memento
  - Yi Yi

### Meilleur réalisateur
- Christopher Nolan pour Memento
  - Todd Field pour In the Bedroom
  - Alejandro González Iñárritu pour Amours chiennes (Amores perros)
  - Richard Linklater pour Waking Life
  - David Lynch pour Mulholland Drive
  - Takashi Miike pour Audition (オーディション)
  - John Cameron Mitchell pour Hedwig and the Angry Inch
  - Tom Tykwer pour La Princesse et le Guerrier (Der Krieger und die Kaiserin)
  - Liv Ullmann pour Infidèle (Trolösa)
  - Wong Kar-wai pour In the Mood for Love (花樣年華)

### Meilleur acteur
- John Cameron Mitchell pour le rôle de Hansel Schmidt / Hedwig Robinson dans Hedwig and the Angry Inch
  - Daniel Auteuil pour le rôle du capitaine dans La Veuve de Saint-Pierre
  - Javier Bardem pour le rôle de Reinaldo Arenas dans Avant la nuit (Before Night Falls)
  - Robert Forster pour le rôle d'Eddie Miller dans Diamond Men
  - Tony Leung pour le rôle de Chow Mo-wan dans In the Mood for Love
  - Billy Bob Thornton pour le rôle d'Ed Crane dans The Barber (The Man Who Wasn't There)
  - Tom Wilkinson pour le rôle de Matt Fowler dans In the Bedroom
  - Ray Winstone pour le rôle de Gary 'Gal' Dove dans Sexy Beast

### Meilleure actrice
- Naomi Watts pour le rôle de Betty Elms / Diane Selwyn dans Mulholland Drive
  - Gillian Anderson pour le rôle de Lily Bart dans Chez les heureux du monde (The House of Mirth)
  - Maggie Cheung pour le rôle de Su Li-zhen dans In the Mood for Love (花樣年華)
  - Lena Endre pour le rôle de Marianne dans Infidèle (Trolösa)
  - Franka Potente pour le rôle de Simone 'Sissi' Schmidt dans La Princesse et le Guerrier (Der Krieger und die Kaiserin)
  - Charlotte Rampling pour le rôle de Marie Drillon dans Sous le sable
  - Sissy Spacek pour le rôle de Ruth Fowler dans In the Bedroom
  - Tilda Swinton pour le rôle de Margaret Hall dans Bleu profond (The Deep End)

### Meilleur acteur dans un second rôle
- Steve Buscemi pour le rôle de Seymour dans Ghost World
  - Jim Broadbent pour le rôle de Harold Zidler dans Moulin Rouge (Moulin Rouge!)
  - Brian Cox pour le rôle de Big John Harrigan dans L.I.E.
  - Willem Dafoe pour le rôle de Max Schreck dans L'Ombre du vampire (Shadow of the Vampire)
  - Jaroslav Dusek pour le rôle de Horst Prohaska dans Musíme si pomáhat
  - Billy Kay pour le rôle de Gary Terrio dans L.I.E.
  - Ben Kingsley pour le rôle de Don Logan dans Sexy Beast
  - Timothy Spall pour le rôle d'Andy dans Intimité (Intimacy)

### Meilleure actrice dans un second rôle
(ex æquo)
- Scarlett Johansson pour le rôle de Rebecca dans Ghost World
- Amanda Redman pour le rôle de Deedee Dove dans Sexy Beast
  - Jane Adams pour le rôle de Clair Forsyth dans The Anniversary Party
  - Cate Blanchett pour le rôle de Lola dans Les Larmes d'un homme (The Man Who Cried)
  - Carrie-Anne Moss pour le rôle de Natalie dans Memento
  - Sarah Polley pour le rôle de Hope Burn dans Rédemption (The Claim)
  - Marisa Tomei pour le rôle de Natalie Strout dans In the Bedroom

### Meilleure distribution
- Sexy Beast
  - Our Song
  - Le Goût des autres
  - Together (Tillsammans)
  - À la verticale de l'été (The Vertical Ray of the Sun)
  - Yi Yi (一一)

### Meilleur scénario original
- Mulholland Drive – David Lynch
  - Amours chiennes (Amores perros) – Alejandro González Iñárritu
  - In the Mood for Love (花樣年華) – Wong Kar-wai
  - Our Song – Jim McKay
  - Waking Life – Richard Linklater
  - Yi Yi (一一) – Edward Yang

### Meilleur scénario adapté
- Le Seigneur des anneaux : La Communauté de l'anneau (The Lord of the Rings: The Fellowship of the Ring) – Fran Walsh, Philippa Boyens et Peter Jackson
  - Ghost World – Daniel Clowes et Terry Zwigoff
  - Hedwig and the Angry Inch – John Cameron Mitchell
  - Chez les heureux du monde (The House of Mirth) – Terence Davies
  - In the Bedroom – Robert Festinger et Todd Field
  - Memento – Christopher Nolan

### Meilleure photographie
- In the Mood for Love (花樣年華) – Christopher Doyle et Mark Lee Ping-bin
  - Le Fabuleux Destin d'Amélie Poulain – Bruno Delbonnel
  - The Barber (The Man Who Wasn't There) – Roger Deakins
  - Moulin Rouge (Moulin Rouge!) – Donald McAlpine
  - À la verticale de l'été (Mùa hè chiều thẳng đứng) – Mark Lee Ping-bin
  - La Veuve de Saint-Pierre – Eduardo Serra

### Meilleur film documentaire
- Les Glaneurs et la Glaneuse
  - Keep the River on your Right
  - Startup.com

### Meilleur court métrage
- The Tower of Babble
  - Blink
  - Hero
  - Love Me Natasha
  - A Man of Substance
  - The Quarry
  - Roadside Assistance
  - Shoo Fly
  - Sunday
  - The Terms
  - Tous les Deux
  - Waldemar

### Chloe Award
- Arsinée Khanjian

### Gertrudis Award
- Scarlett Johansson

### Taskforce Award
- Hal Hartley